# Eurafrásia

Mapa-múndi destacando a região do Velho Mundo (ou Áfro-Eurásia) e ilhas associadas.

A  Eurafrásia, Afro-Eurásia, África-Eurásia ou supercontinente Euro-Afro-Asiático é a região da Terra que é formada por três continentes: Europa, África e Ásia. Estende-se por mais de 84 212 114 km² (quase 60% da superfície sólida da Terra) e é habitada por cerca de 6 bilhões de pessoas — 86% da população mundial.
Encontra-se tipicamente dividida pelos mares Mediterrâneo e Vermelho nos continentes África e Eurásia, sendo este último dividido por razões históricas em Europa e Ásia pelos Montes Urais.
A massa continental da Afro-Eurásia foi já designada como Ilha Mundial, termo proposto por Sir Halford John Mackinder na sua obra The Geographical Pivot of History. (O termo exclui as ilhas e arquipélagos.) Foi a base da palavra 'continente'.

## Penínsulas
A Eurásia (Europa e Ásia) forma um continuum, sendo que a Europa pode ser considerada como uma Península desse continente.
As demais penínsulas do continente Eurásia são: a Anatólia, a península Arábica, o Sinai, o subcontinente indiano, a Indochina, a península da Coreia e a península de Kamchatka. Por sua vez a própria Europa apresenta as penínsulas escandinava, a Jutlândia, Ibérica, a Itálica, a Crimeia, Kola, Taman e os Bálcãs.

## Geopolítica
Em geopolítica a parte continental da África-Eurásia (excluindo ilhas como as Ilhas Britânicas, Japão e Madagáscar) tem sido referida como a Ilha Mundial[carece de fontes?].
O Velho Mundo inclui a África-Eurásia e ilhas circundantes.

## Dimensões
Algumas dimensões, distâncias entre pontos extremos, da Eurafrásia:
- Norte-Sul (África-Europa) - Cabo das Agulhas - Cabo Norte - 11 840 km
- Norte-Sul (Ásia-Europa) - Singapura - Cabo Norte - 9760 km
- Norte-Sul (Ásia) - Singapura - Cabo Chelyuskin - 8640 km
- Norte-Sul (Ásia) - Singapura - Cabo Dezhnev (extremo leste da Sibéria) - 9760 km
- Leste-Oeste (África-Ásia) - Dakar - Xangai - 13 600 km
- Leste-Oeste (Europa-Ásia) - Gibraltar - Hong Kong - 11 400 km
- Maior distância - Extremo leste da Ásia (Sibéria) - extremo sudoeste da África - 16 400 km

## Divisões

Áfro-Eurásia.

- Eurásia
  - Ásia
    - Ásia Setentrional
    - Ásia Ocidental
    - Ásia Central
    - Ásia Oriental
    - Ásia Meridional
    - Sudeste Asiático

  - Europa
    - Europa Setentrional
    - Europa Ocidental
    - Europa Central
    - Europa Oriental
    - Europa Meridional
- África
  - África Setentrional
  - África Ocidental
  - África Central
  - África Oriental
  - África Meridional

## Países que fazem parte do supercontinente (Eurafrásia)

### Da Europa (ordem alfabética)
- Albânia
- Alemanha
- Andorra
- Arménia
- Áustria
- Azerbaijão
- Bielorrússia
- Bélgica
- Bósnia e Herzegovina
- Bulgária
- Chipre (parte europeia) - estado insular
- Croácia
- Dinamarca
- Eslováquia
- Eslovénia
- Espanha
- Estónia
- Finlândia
- França
- Geórgia
- Grécia
- Hungria
- Irlanda - estado insular
- Islândia - estado insular
- Itália
- Letónia
- Lituânia
- Luxemburgo
- Macedônia do Norte
- Malta - estado insular
- Moldávia
- Montenegro
- Noruega
- Países Baixos
- Polónia
- Portugal
- Reino Unido - estado insular

### Da Ásia (ordem alfabética)
- Afeganistão
- Arábia Saudita
- Bahrein - estado insular
- Bangladesh
- Brunei
- Butão
- Camboja
- Cazaquistão
- China
- Chipre (parte asiática) - estado insular
- Coreia do Norte
- Coreia do Sul
- Egito (parte asiática)
- Emirados Árabes Unidos
- Filipinas
- Hong Kong
- Iémen
- Índia
- Indonésia - estado insular
- Irão
- Iraque
- Israel
- Japão - estado insular
- Jordânia
- Kuwait
- Laos
- Líbano
- Maldivas - estado insular
- Malásia
- Mongólia
- Mianmar
- Nepal
- Omã
- Paquistão
- Qatar
- Quirguistão
- Rússia (parte asiática)
- Singapura - estado insular
- Síria
- Sri Lanka - estado insular
- Tajiquistão
- Tailândia
- República da China - estado insular
- Timor-Leste - estado insular
- Turquemenistão
- Turquia (parte asiática)
- Uzbequistão
- Vietnam